# Cosmo el perro espacial
Cosmo el perro espacial es un perro espacial ficticio que aparece en los cómics estadounidenses publicados por Marvel Comics. Cosmo, un perro soviético telepático, es el jefe de seguridad de la estación espacial Knowhere y un miembro de los Guardianes de la Galaxia. El personaje fue creado por Dan Abnett y Andy Lanning como una referencia a Laika y apareció por primera vez en Nova vol. 4 # 8.
Cosmo el perro espacial apareció en la película del Universo Cinematográfico de Marvel para Guardianes de la Galaxia (2014) y Guardianes de la Galaxia vol. 2 (2017: cameo), así como en la serie animada de Disney+ ¿Qué pasaría si...? (2021) y Maria Bakalova interpreta su voz en el especial de televisión The Guardians of the Galaxy Holiday Special (2022) y en la película Guardianes de la Galaxia vol. 3 (2023) en una versión femenina.

## Biografía ficticia del personaje
Cosmo fue un perro espacial soviético durante la década de 1960. Fue lanzado a la órbita terrestre por el programa espacial soviético como parte de un experimento, pero se sumergió en el espacio en algún momento durante la década de 1960, llegando a Knowhere y en algún momento fue mutado por los rayos cósmicos, finalmente llegó a servir como jefe de seguridad de la estación. Cosmo se encontró con un angustiado Nova poco después de que presenció que Suspensor se convertía en un zombi. Le dice a Nova que está en Knowhere, una ciudad dentro de la cabeza cortada de un Celestial gigante. Seres de todo el universo vienen a Knowhere esperando el fin del universo.
Cuando los Luminals traen algo en una gran caja, la población de la ciudad tiene que esconderse. La Mente del Mundo Xandarian le informa a Rider que ha descifrado la escritura en la pared, que es una cuenta atrás para un temporizador.
Suspensor los ataca y Nova se ve obligada a matarla en defensa propia solo para que sus aliados Cynosure, Crater y Discharge lo culpen por su muerte. Incapaz de luchar contra los tres alienígenas, se retira y descubre un perro que habla. Sin embargo, Cosmo ganó la confianza y la amistad de Nova, y los dos se dispusieron a encontrar al demonio responsable de todas las muertes recientes en Knowhere. Cosmo puso a Nova al tanto cuando comenzaron los eventos, y el Mundomente Xandarian agregó todos los datos que tenía a su disposición. Cosmo estaba preocupado principalmente por la seguridad de los ciudadanos restantes de Knowhere que estaban escondidos a salvo en un sobre dimensional que llevaba en el cuello. No pasó mucho tiempo antes de que Cosmo y Nova fueran emboscados por más zombis, incluidos los miembros supervivientes del antiguo equipo de Suspensor, los Luminals, y determinaron que la criatura conocida como Abyss estaba detrás del caos. Juntos, lucharon contra los ataques, sellaron a Abyss dentro de su prisión.
Cosmo a continuación trazó un curso al lugar de nacimiento de la Falange, el planeta Kvch, con la esperanza de que pueda encontrar una manera de curarse del Virus del Transmodo que lo está matando lentamente. Entonces se activaron las alarmas cuando una asesina Gamora y Drax el Destructor, (ahora bajo el control de la Falange) masacraron a muchos residentes en busca de Nova. Cosmo llegó demasiado tarde para detenerlos antes de que pudieran seguir el mismo camino que Nova a través de la Corteza Continuum.
El equipo original de Guardianes de Peter Quill operó fuera de Knowhere durante un tiempo, arrastrando a Cosmo a muchas de sus aventuras. En uno, él y otros guardianes rebotan en el flujo del tiempo en un intento de detener una lágrima en el universo, 'La falla', de eliminar toda la realidad. Esta aventura incluye el envejecimiento de Cosmo al estado de cachorro durante algún tiempo.
Durante la historia de Thanos Imperative, la verdadera naturaleza de la falla comenzó a revelarse y los seres corrompidos del Cancerverso comenzaron su invasión. Los Guardianes de la Galaxia se aliaron con Thanos para detener al malvado Lord Mar-Vell. En el final, el equipo se disolvió, perdiendo a Adam Warlock, Phyla-Vell, Drax y su líder Star-Lord. Pero antes de morir, Starlord dejó a Cosmo con una tarea de recoger a los más grandes héroes del universo para formar una banda de Aniquiladores, el equipo que Star-Lord creyó que era lo que los Guardianes de la Galaxia deberían haber sido. Cosmo, de uno a uno, convenció a Estela Plateada, Gladiador, Beta Ray Bill, Quasar y Ronan el Acusador para trabajar en equipo y proteger al universo en conjunto, como fue el último deseo de Star-Lord.
Fue visto por última vez herido, después de la toma de control del capitán Skaarn de Knowhere. Skaarn había envenenado a Cosmo y le disparó con algo que humedeció la telepatía psíquico de Cosmo. Usando la Fuerza Nova, el joven Nova trató de sacar el veneno de su cuerpo. En el proceso, encontró el cuerpo exterior dentro del perro psíquico que interrumpió sus poderes, y de esa forma, lo salvó.
Cosmo es visto con varios nuevos aliados de la aplicación Knowhere llamados Knowhere Corps. Lo ayudan a capturar a un gánster amante de la violencia llamado Yotat.

## Poderes y habilidades
Cosmo es un telépata de alto nivel con las habilidades añadidas para crear escudos defensivos lo suficientemente amplios como para bloquear un pasillo y lo suficientemente fuertes como para desviar rayos de energía, y proyectar poderosas ráfagas mentales de fuerza tremenda. El nivel de sus poderes aún no se ha revelado, pero Cosmo ha demostrado ser lo suficientemente poderoso como para vencer a un ser como Adam Warlock sin ayuda de nadie, y lo suficientemente fuerte como para desatar una ráfaga telequinética tan poderosa como para derrotar dos equipos de súper seres.
Cosmo tiene sentidos de un perro aumentados, y puede hablar (mediante la mente). Además, Cosmo tiene acceso a toda la tecnología y los recursos de información de Knowhere cuando los necesita.

## En otros medios

### Televisión
- Cosmo aparece en la serie de 2016 Guardians of the Galaxy, con la voz de James Arnold Taylor:[12]
  - En la primera temporada, el episodio 1, "El Camino a Knowhere", aparece siendo como jefe de seguridad en Knowhere, en la que se encuentra con Drax el Destructor, Rocket Raccoon y Groot como una ramita. Cuando Knowhere se llena de vida, Cosmo escapa con Groot para advertir a los habitantes en el momento en que Star-Lord y Gamora estaban luchando contra el grupo de Korath el Perseguidor y los devastadores de Yondu. En el episodio 2, "Sin Escapatoria" cuando Cosmo utiliza una tecnología de Knowhere para el transporte de los Guardianes de la Galaxia y Knowhere a una galaxia distante. En el episodio 11, "Vaqueros del Espacio", los Guardianes se encuentran con Cosmo que les pide un generador repulsor antes de ver al Coleccionista, luego de aparecer con el Cuerpo Nova para ayudar a los Guardianes. En el episodio 13, "La Armadura Destructora", aparece al detener a Rocket siendo manipulado por la armadura Destructor, antes de que Rocket y Quill fueron hasta Loki. En el episodio 16, "El Árbol de los Mundos", aparece cuando permite a los Guardianes de la Galaxia en teletransportarse a Asgard. En el episodio 22, "Bienvenido a Casa", aparece cuando Cosmo lee la mente de Star-Lord y lo acompaña a la Tierra en buscar la Semilla Cósmica antes que Korath, al toparse con el sheriff Mikey Coogan (al ver que fue un bravucón) luego de salvarlo al llegar los Guardianes de la Galaxia. En el episodio 24, "La Tierra se mueve", Cosmo es llamado por Star-Lord desde la Tierra a Knowhere, pero al oír su correo de voz, no está disponible. En el episodio 26, "El Trineo de Quill", Cosmo llega al decirle a los Guardianes que no provoquen destrucción en Knowhere al perseguir a Altru, y al leer la mente de Star-Lord sobre las fiestas de Navidad.
  - En la segunda temporada, el episodio 8, "Tú y Yo y un perro llamado Cosmo", Cosmo no se ha presentado a una conferencia de paz, y se sabe que podría haber sido influido con los creyentes Universales. Star-Lord, Rocket Raccoon y Groot siguen las coordenadas a la insignia de los creyentes Universales, donde se encuentran con Cosmo que está encubierto tratando de ver a los creyentes universales que están planeando para interrumpir la Conferencia de Paz de los Rigelianos. Luego, Mantis y Ebony Maw drenan sus capacidades psíquicas y la inteligencia de Cosmo, haciendo que sea un perro común y corriente, pero sabe cómo ayudar a los Guardianes. En el episodio 9, "No Quieres Salir de mi Cabeza", luego de perder sus poderes, siendo un perro común y corriente, Cosmo ayuda a los Guardianes en sacar a los creyentes de Knowhere y ellos lo ayudarán a recuperar sus poderes, pero todos los habitantes de Knowhere se vuelven zombis, hasta Star-Lord y Gamora, quienes roban piezas para crear un rayo al dirigirse a Xandar. Con Drax, Rocket y Groot a su lado, Cosmo los ayuda en sacar la nave de los creyentes, hasta que se vuelve un zombi tratando de atacar a Rocket. Pero al sacar la nave, Cosmo y los otros vuelven a la normalidad, y con ayuda de Rocket, recupera sus poderes, hasta que se expuso demasiado y libera el capullo que tenía el sarcófago de Thanos. En el episodio 10, "Sólo un Bebé", luego de exponerse demasiado de su poder al liberar el capullo, Cosmo logra controlar sus poderes y detecta al ser celestial como un bebé llamado Warlock a manos de Star-Lord. Pero con la llegada de Mantis y los Creyentes Universales, Cosmo activa el teletransportador para escapar con los Guardianes de la Galaxia, y deja a ellos en llevar a Warlock un lugar seguro. En el episodio 20, "Buenas y Malas Personas", aparece al salvar a Yondu al saber que Warlock fue capturado ante el Coleccionista y ayuda a los Guardianes a rescatarlo. En el episodio 23, "No Sirves", se ve de cameo al borrarle la memoria al director de la escuela de Sam Alexander por escaparse en ayudar a los Guardianes de la Galaxia.
- Cosmo aparece en  Ultimate Spider-Man vs. Los 6 Siniestros, expresó nuevamente por James Arnold Taylor. Una versión pirata de Cosmo aparece en "Regreso al Univers-Araña, Pt. 2",[13] en la que es un habitante de una realidad pirata y ayudó a las versiones piratas de Howard el pato y Rocket Raccoon en un motín contra Barba Web. Aunque ambas partes fueron persuadidos por Spider-Man y Chico Arácnido para resolver sus diferencias y ayudar a derrotar al Kraken.

### Marvel Cinematic Universe
Cosmo el perro espacial aparece en las películas ambientadas en Marvel Cinematic Universe retratado por los actores canino Fred y Slate y con la voz y captura de movimiento de Maria Bakalova. Al igual que su inspiración original, Laika, esta versión es femenina, aunque su historial de ser un animal de prueba seleccionado para participar en un experimento del programa espacial soviético que se fue al espacio y finalmente terminó en Knowhere permanece intacta.
- - En la película de acción real Guardianes de la Galaxia (2014), se la presenta como una prisionera del Coleccionista y es testigo de la llegada del equipo del mismo nombre antes de ser liberado tras una explosión causada por la Gema del Poder. En una escena poscréditos, Cosmo se une al Coleccionista y Howard el pato.[14]
  - Cosmo aparece nuevamente en Guardianes de la Galaxia vol. 2 (2017). Ella solo aparece como una imagen de él, que se muestra en los créditos finales.[15]
  - Cosmo aparece en ¿Qué pasaría si...? (2021), en el episodio "¿Qué pasaría si... T'Challa se convirtiera en un Star-Lord?". En los eventos alternativos representados, Cosmo es liberado del encarcelamiento del Coleccionista por Carina y escapa con T'Challa y Yondu Udonta en un Royal Talon Fighter, convirtiéndose en la mascota de T'Challa. Cosmo es llevado a la Tierra junto con los Devastadores, Thanos y Nebula a Wakanda y se encuentra con los Wakandans en la Ciudadela.
  - Cosmo aparece en The Guardians of the Galaxy Holiday Special (2022),[16] donde ha desarrollado poderes psiónicos y se ha convertido en miembro de los Guardianes. Se hace amiga de Rocket Raccoon y se une a la celebración navideña en Knowhere.[17]
  - Cosmo regresa en Guardianes de la Galaxia vol. 3 (2023). Ella aparece como un miembro de pleno derecho de los Guardianes. Ella, junto con el equipo, es testigo del alcoholismo de Peter Quill y del ataque de Adam Warlock. Después de que Rocket resulta fatalmente herido, se queda en Knowhere con Kraglin Obfonteri. Más tarde, ella y Obfonteri son llamados para ayudar al equipo en su lucha contra el Alto Evolucionador, en la que Cosmo usa sus poderes para salvar a los Guardianes, los niños secuestrados y varios animales de la Tierra. Cuando se designa a Rocket como el nuevo líder, ella se reúne detrás de él y acompaña al nuevo equipo a Kyrlor.[18]

### Videojuegos
- Cosmo el perro espacial aparece en Disney Infinity: Marvel Super Heroes, con la voz de Carlos Alazraqui. Como en los cómics, él es el jefe de seguridad de la estación espacial Knowhere.
- Cosmo el perro espacial aparece como un personaje no jugable en Marvel: Avengers Alliance antes del inminente cierre del juego a finales de septiembre de 2016.
- Cosmo el perro espacial aparece en Marvel Heroes como mascota.
- Cosmo el perro espacial aparece en LEGO Marvel Super Heroes 2 como personaje jugable.[19]
- Cosmo el perro espacial aparece como un personaje no jugable en Marvel's Guardians of the Galaxy en el 2021.
- Cosmo el perro espacial es una carta jugable en Marvel´s Snap, juego que salió en el 2022

### Parques temáticos
Cosmo el perro espacial aparece como una exhibición de Taneleer Tivan, el museo del Coleccionista en la atracción Disney California Adventure, Guardianes de la Galaxia - Misión: ¡Breakout! en la línea de cola. También aparece durante el viaje, se muestra escapándose de su celda con el resto de los Guardianes de la Galaxia.